# チート・コーズ
チート・コーズ (英: Cheat Codes)は、アメリカ合衆国のDJユニットである。

## 経歴
2013年、マシュー・ラッセルとケヴィン・フォードが、DJデュオとしてチートコーズの活動を開始。のち2014年に、トレボー・ダールが参加して現在のメンバーとなった。
2016年に、独立系レーベル300エンターテイメントと契約。
2017年にリリースした「No Promises」は、ビルボード誌のメインストリームトップ40で7位を記録した。日本では、音楽情報サイト iFLYER で「2017年に注目すべきアーティスト」に選出された。。

## メンバー
- ケヴィン・フォード (英: Kevin Ford)

1992年8月7日生まれ。カリフォルニア州カラベラス出身。
- マシュー・ラッセル (英: Mathew Russell)

1991年2月13日生まれ。ミズーリ州セントルイス出身。彼の父親もまた、シンガーソングライター、プロデューサーである。
- トレボー・ダール (英: Trevor Dahl)

1993年4月6日生まれ。オレゴン州ポートランド出身。チート・コーズに参加する前は、Plug In Stereo としてソロデビューし音楽活動を行っていた。

## ディスコグラフィー

### シングル
| タイトル                                   | 詳細                       | アルバム | 共演アーティスト               |
| ------------------------------------------ | -------------------------- | -------- | ------------------------------ |
| Adventure                                  | - リリース: 2015年4月14日  |          | エヴァン・ガートナー           |
| Senses                                     | - リリース: 2015年5月5日   |          |                                |
| Visions                                    | - リリース:2015年7月9日    |          |                                |
| Don't Say No                               | - リリース: 2015年8月      |          |                                |
| Follow You                                 | - リリース: 2015年11月13日 |          |                                |
| Say Goodbye                                | - リリース: 2016年1月15日  |          |                                |
| Sex                                        | - リリース: 2016年5月27日  |          | クリス・クロス・アムステルダム |
| Let Me Hold You (Turn Me On)               | - リリース: 2016年9月20日  |          | ダンテ・クライン               |
| Queen Elizabeth                            | - リリース: 2016年11月4日  |          |                                |
| No Promises                                | - リリース: 2017年3月31日  |          | デミ・ロヴァート               |
| Stay With You                              | - リリース: 2017年5月26日  |          | Cade                           |
| Wearing Nothing (Cheat Codes X Cade Remix) | - リリース: 2017年7月14日  |          | ダグニ, Cade                   |
| Sober                                      | - リリース: 2017年7月28日  |          | ニッキー・ロメロ               |
| Feels Great                                | - リリース: 2017年10月13日 |          | フェティ・ワップ, CVBZ         |
| Put Me Back Together                       | - リリース: 2018年3月2日   |          | Kiiara                         |
| Balenciaga                                 | - リリース: 2018年3月4日   | Level 1  |                                |
| NSFW                                       | - リリース: 2018年3月16日  | Level 1  |                                |
| I Love It                                  | - リリース: 2018年5月18日  | Level 1  |                                |
| Love Is Bigger Than Anything In Its Way    | - リリース: 2018年5月25日  |          | U2                             |
| Only You                                   | - リリース: 2018年6月22日  |          |                                |
| Home                                       | - リリース: 2018年10月12日 |          |                                |
| Feeling of Falling                         | - リリース: 2018年11月30日 |          |                                |
| Ferrari                                    | - リリース: 2019年2月1日   | Level 2  | アフロジャック                 |
| Who's Got Your Love                        | - リリース: 2019年3月15日  | Level 2  |                                |
| Be the One                                 | - リリース: 2019年4月5日   | Level 2  | カスケイド                     |
| I Feel Ya                                  | - リリース: 2019年5月17日  | Level 2  |                                |
| Who's Got Your Love                        | - リリース: 2019年7月25日  | Level 2  |                                |
| Highway                                    | - リリース: 2019年8月23日  |          | ソフィア・レアス               |